# Слобода-Теофіпольська
Слобода́-Теофі́польська — пасажирський залізничний зупинний пункт Тернопільської дирекції Львівської залізниці.
Розташований між селами Золота Слобода та Теофіпілка, Козівський район Тернопільської області на лінії Ходорів — Березовиця-Острів між станціями Козова (5 км) та Денисів-Купчинці (12 км).
Станом на травень 2019 року щодня дві пари дизель-потягів прямують за напрямком Ходорів — Тернопіль.